# ۱۲۵۷ (قمری)
۱۲۵۷ (قمری)، هزار و دویست و پنجاه و هفتمین سال در گاهشماری هجری قمری است. اول محرم این سال برابر با بیست و سوم فوریه سال ۱۸۴۱ میلادی است.

## وابسته
- بارکزایی (پشتون)